# Restrikce zobrazení
Matematický pojem restrikce zobrazení vyjadřuje zobrazení, které má menší definiční obor, než původní zobrazení.

## Význam
Je-li {\displaystyle f} zobrazení a {\displaystyle C} podmnožina definičního oboru, pak restrikce zobrazení {\displaystyle f} na množinu {\displaystyle C} (značení {\displaystyle {f|}_{C}}) je zobrazení, které prvkům {\displaystyle C} přiřadí totéž, co {\displaystyle f}, ale jiným prvkům nepřiřadí nic.
Příklad: Označme {\displaystyle f(x)=x^{2}} operaci mocnina celých čísel a g(x) jeho restrikci na čísla přirozená. Pak platí:
{\displaystyle f(3)=g(3)=9}
{\displaystyle f(-2)=4}
{\displaystyle g(-2)} není definováno
Definičním oborem f jsou celá čísla, definičním oborem g jsou jen přirozená čísla

## Formální definice
Formálně se zobrazení definuje jako množina uspořádaných dvojic, tzn. jako podmnožina kartézského součinu:
{\displaystyle f} je zobrazení z množiny {\displaystyle A} do množiny {\displaystyle B} (značíme {\displaystyle f:A\to B} ), právě když {\displaystyle f\subseteq A\times B}.
Mějme zobrazení {\displaystyle f:A\to B} a množinu {\displaystyle C\subseteq A}, pak restrikce {\displaystyle f} na {\displaystyle C} je definována takto:
{\displaystyle {f|}_{C}=f\bigcap (C\times B)}
Jinými slovy, {\displaystyle {f|}_{C}} restrikce zobrazení {\displaystyle f} obsahuje pouze ty dvojice, jejichž levý prvek (tzv. vzor) leží v množině {\displaystyle C}.

## Příklad
Je-li f funkce "druhá mocnina" na oboru {\displaystyle N^{+}} přirozených čísel, pak formálně vzato je f nekonečná množina dvojic:
f = { (1,1), (2,4), (3,9), (4,16), (5,25) ... }
Restrikcí f na množinu {1,2,3} je tříprvková množina
{\displaystyle {f|}_{\{1,2,3\}}=f\bigcap (\{1,2,3\}\times N^{+})=\{(1,1),(2,4),(3,9)\}}
Množina {\displaystyle \{1,2,3\}\times N^{+}} obsahuje všechny uspořádané dvojice {\displaystyle (a,b)}, kde b je přirozené číslo a {\displaystyle a\in \{1,2,3\}}. Dvojice (4,16) v této množině není, proto není ani prvkem průniku (tj. restrikce, kterou tento průnik definuje). Naopak dvojice (1,2) a (1, 2345) v této množině jsou, ale nejsou prvkem f, takže také nejsou prvkem výsledného zobrazení.